# Place Ban-Jelačić
La place Ban-Jelačić (en croate, Trg Bana Jelačića) est la place centrale de Zagreb, la capitale de la Croatie. Elle est nommée en l'honneur du Ban Josip Jelačić. 
La place est située en dessous de la ville haute (Gornji Grad), au sud du marché Dolac à l'intersection d'Ilica à l'ouest, de Radićeva au nord-ouest, de Jurišićeva à l'est, de Gajeva et Praška au sud. C'est le centre de la zone piétonne de Zagreb.
La statue équestre située au centre de la place se trouvait dirigée au nord contre les envahisseurs hongrois.
Elle fut démontée pendant la période de la seconde Yougoslavie. En 1991 la statue retrouva son emplacement d'origine mais, cette fois-ci dirigée vers le sud.

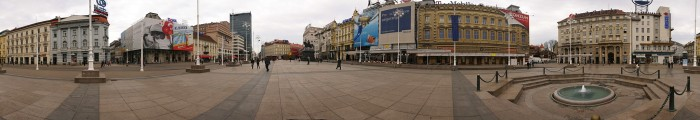
Panorama à 360-dégrés de la place Ban-Jelačić